# Kylie Kwong
Kylie Kwong (Ausztrália, 1969) kínai származású ausztrál séf, könyvíró, televíziós személyiség és étteremtulajdonos.

## Hogyan lett szakács
Családja a századforduló környékén érkezett Ausztráliába. Mint megannyi Ausztráliában élő kínai családnak, a Kwong családban is a főzés fő feladatnak számított a családi életben.
1969-ben született Sydney egyik külvárosában.
Édesanyjától tanulta a kantoni konyha fortélyait. Az első étel, amit készített egy "kínai stílusú" sült kacsa volt.
Több ausztrál étteremben dolgozott, mint segéd. A Billy Kwong megnyitása előtt főszakács volt Sydney egyik legjelentősebb éttermében.
Surry Hillsben, Sydney külvárosában nyitotta meg éttermét a Billy Kwongot, mely igen jó kritikákat kapott.

## Könyvei
- Recipes and Stories (Receptek és történetek) 2003, április
- Heart and Soul (Szív és lélek) 2003, október
- Simple Chinese Cooking (Egyszerű kínai főzés) 2006

## Magyarul
- Szívvel-lélekkel főzni; fotó Ian Wallace, Simon Griffiths, ford. Szkladányi András; Alexandra, Pécs, 2008
- Kínai konyha – egyszerűen; fotó Earl Carter, ford. Szkokán Boglárka; Alexandra, Pécs, 2011

## Szakácsműsorai
Nagysikerű szakácsműsorait 2003 októberétől kezdte sugározni az ausztráliai ABC csatorna. Magyarországon a Tv Paprika mutatta be először, Für Anikó hangjával.
- Főzni szívvel lélekkel 2003
- Taste 2005
- Simply Magic (Egyszerű varázslat) 2006

Az Egyszerű varázslatban Kylie Kínába utazik, hogy új inspirációt merítsen főzőtudományához; meglátogatja Shanghai nyüzsgő városát és Hongkongot, az egykori brit gyarmatot, ahol számos, az ételek és étkezés iránt hasonlóképpen elkötelezett helybélivel ismerkedik meg .

### Országok, ahol Kylie Kwong műsora adásban van (vagy volt)
- Ausztrália (ABC, Foxtel, LifeStyle Channel)
- Amerikai Egyesült Államok (Discovery Home)
- Magyarország (Tv Paprika, Vital Tv)